# ریخته‌گری انجمادی

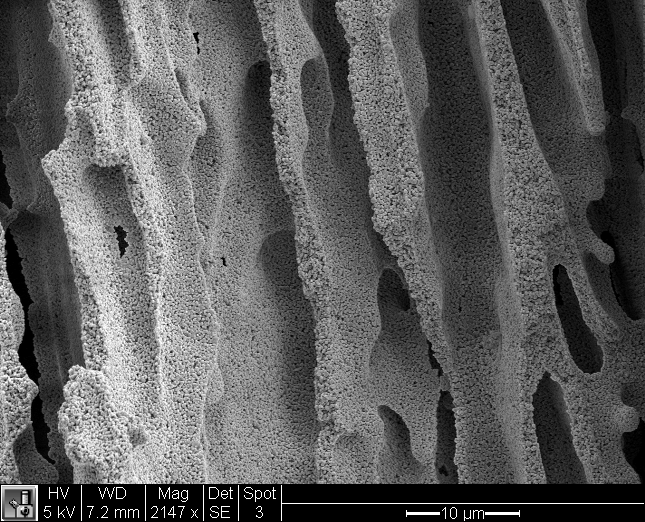
آلومینای ریخته‌گری انجمادی که به‌صورت جزئی تف‌جوشی شده است. جهت انجماد در تصویر به سمت بالا است.

ریخته‌گری انجمادی، که اغلب به نام‌های قالب‌گیری یخی، ریخته‌گری انجمادی، یا تراز انجمادی نیز شناخته می‌شود، روشی است که از رفتار بسیار ناهمسان‌گرد انجماد یک حلال (معمولاً آب) در یک محلول یا دوغاب پراکنده برای قالب‌بندی کنترل‌شده سرامیک‌های متخلخل جهت‌دار، پلیمرها، فلزات، و هیبریدهای آن‌ها بهره می‌برد. در این روش، با اعمال یک گرادیان دمایی جهت‌دار به محلول یا دوغاب آبی، بلورهای یخ در یک سمت شروع به هسته‌زایی می‌کنند و در امتداد گرادیان دما رشد می‌کنند. بلورهای یخ در حین رشد خود در محلول یا دوغاب، ماده حل‌شده و ذرات معلق را مجدداً توزیع می‌کنند و بدین ترتیب اجزای توزیع‌شده در محلول یا دوغاب را به‌طور مؤثر قالب‌بندی می‌کنند.
پس از پایان انجماد، کامپوزیت قالب‌بندی‌شدۀ منجمد در یک خشک‌کن انجمادی قرار می‌گیرد تا بلورهای یخ حذف شوند. بدنه سبز حاصل، حاوی ماکروتخلخل‌های ناهمسان‌گردی است که مشابه بلورهای یخ تصعیدشده هستند و ساختارهایی از میکروتخلخل‌ها تا بسته‌بندی صدف مانند را در میان ذرات سرامیکی یا فلزی در دیواره‌ها نشان می‌دهد. دیواره‌هایی که توسط مورفولوژی بلورهای یخ قالب‌بندی شده‌اند اغلب ویژگی‌های یک‌طرفه‌ای را به نمایش می‌گذارند. این عوامل با هم یک ساختار سلولی با سازمان‌دهی سلسله‌مراتبی ایجاد می‌کنند. این ساختار اغلب برای فلزات و سرامیک‌ها تف‌جوشی شده و برای پلیمرها پیوند عرضی ایجاد می‌شود تا دیواره‌های ذرات مستحکم شوند و استحکام ماده متخلخل را فراهم کنند. تخلخل باقی‌مانده از تصعید بلورهای حلال معمولاً در محدوده 2 تا 200 میکرومتر است.

## نمای کلی
اولین مشاهده ساختارهای سلولی ناشی از انجماد آب به بیش از یک قرن پیش بازمی‌گردد، اما اولین گزارش از ریخته‌گری انجمادی به معنای مدرن آن در سال 1954 بود، زمانی که ماکسول و همکارانش تلاش کردند تیغه‌های توربوشارژر را از پودرهای دیرگداز تولید کنند. آن‌ها دوغاب‌های بسیار غلیظ از کاربید تیتانیوم را منجمد کردند و ریخته‌گری‌هایی تقریباً با شکل توری تولید کردند که تف‌جوشی و ماشین‌کاری آن‌ها آسان بود. هدف این کار، اما، تولید سرامیک‌های متراکم بود. تا سال 2001، زمانی که فوکاساوا و همکارانش ریخته‌گری‌های آلومینای متخلخل جهت‌دار ایجاد کردند، ایده استفاده از ریخته‌گری انجمادی به‌عنوان روشی برای ایجاد ساختارهای متخلخل نوآورانه واقعاً مورد توجه قرار نگرفت. از آن زمان، تحقیقات در این زمینه به‌طور قابل‌توجهی گسترش یافته است و در دهۀ گذشته صدها مقاله در این حوزه منتشر شده‌است.
اصول ریخته‌گری انجمادی برای طیف گسترده‌ای از ترکیبات ذرات و محیط‌های تعلیق قابل‌استفاده است. آب به‌مراتب رایج‌ترین محیط تعلیق است و از طریق خشک‌کردن انجمادی، به‌راحتی مرحله تصعید را که برای موفقیت فرآیندهای ریخته‌گری انجمادی ضروری است، ممکن می‌سازد. به دلیل سطح بالای کنترل و طیف گسترده‌ای از ریزساختارهای متخلخلی که ریخته‌گری انجمادی می‌تواند تولید کند، این تکنیک در حوزه‌های متنوعی مانند داربست‌های بافتی، فوتونیک، کامپوزیت‌های پایه فلزی، دندان‌پزشکی، علم مواد، و حتی علم مواد غذایی پذیرفته شده است.

## کنترل ساختار متخلخل

پویانمایی استاپ‌موشن از فرآیند ریخته‌گری انجمادی.

دو دسته کلی از ابزارها برای طراحی معماری یک ریخته‌گری انجمادی وجود دارد:
1. شیمی سیستم - شامل محیط انجماد و مواد ذره‌ای انتخاب‌شده، هرگونه اتصال‌دهنده، پخش‌کننده یا افزودنی‌های دیگر.
2. شرایط عملیاتی - شامل پروفیل دمایی، اتمسفر، مواد قالب، سطح انجماد و غیره.

در ابتدا، سیستم مواد بر اساس نوع ساختار نهایی موردنیاز انتخاب می‌شود. این بررسی بر آب به‌عنوان واسطه انجماد تمرکز داشته است، اما برخی از حلال‌های دیگر نیز ممکن است استفاده شوند. به‌طور خاص، کامفن که یک حلال آلی است و در دمای اتاق حالت مومی دارد. انجماد این محلول کریستال‌های دندریتی با شاخه‌های بسیار تولید می‌کند. بااین‌حال، پس از انتخاب سیستم مواد، بخش عمده‌ای از کنترل ریزساختاری از شرایط عملیاتی خارجی مانند ماده قالب و گرادیان دمایی نشأت می‌گیرد.

### کنترل اندازۀ منافذ
طول‌موج ریزساختار (میانگین تخلخل + ضخامت دیواره) را می‌توان به‌صورت تابعی از سرعت انجماد {\displaystyle v} ({\displaystyle \lambda =Av^{-n}}) که در آن {\displaystyle A} به بارگذاری جامد وابسته است.
دو روش برای کنترل اندازه تخلخل وجود دارد. اولین روش تغییر سرعت انجماد است که طول‌موج ریزساختار را تغییر می‌دهد، یا می‌توان بارگذاری جامد را تغییر داد. با انجام این کار، نسبت اندازه تخلخل به اندازه دیواره تغییر می‌کند. اغلب منطقی‌تر است که سرعت انجماد تغییر داده شود، زیرا معمولاً حداقل بارگذاری جامد مطلوب است. از آنجا که اندازه ریزساختار (λ) به‌طور معکوس با سرعت جبهه انجماد مرتبط است، سرعت‌های بالاتر به ساختارهای ریزتر منجر می‌شوند، درحالی‌که سرعت‌های پایین‌تر یک ریزساختار درشت ایجاد می‌کنند. بنابراین، کنترل سرعت انجماد برای توانایی کنترل ریزساختار بسیار مهم است.

### کنترل شکل منافذ
افزودنی‌ها می‌توانند در تغییر مورفولوژی تخلخل‌ها بسیار مفید و چندمنظوره باشند. این مواد با تأثیرگذاری بر سینتیک رشد و ریزساختار یخ، علاوه بر توپولوژی سطح مشترک یخ-آب، عمل می‌کنند. برخی افزودنی‌ها با تغییر نمودار فازی حلال اثر می‌گذارند. به‌عنوان مثال، آب و NaCl دارای یک نمودار فازی یوتکتیک هستند. هنگامی که NaCl به یک سوسپانسیون ریخته‌گری انجمادی اضافه می‌شود، فاز جامد یخ و نواحی مایع توسط یک منطقه که در آن جامدات و مایعات می‌توانند هم‌زمان وجود داشته باشند جدا می‌شوند. این منطقۀ شور در طول تصعید حذف می‌شود، اما وجود آن تأثیر قابل‌توجهی بر ریزساختار سرامیک متخلخل دارد.
سایر افزودنی‌ها با تغییر انرژی‌های سطحی بین سطح مشترک جامد/مایع و ذرات/مایع، تغییر ویسکوزیته سوسپانسیون یا درجه زیرسرد شدن در سیستم عمل می‌کنند. مطالعاتی با استفاده از گلیسرول، ساکارز، اتانول، اسید استیک و مواد دیگر انجام شده است.

### ناهمسان‌گردی در سینتیک سطح مشترک
حتی اگر گرادیان دما در داخل دوغاب کاملاً عمودی باشد، معمولاً انحراف یا انحنا در لامل‌ها هنگام رشد در سوسپانسیون مشاهده می‌شود. برای توضیح این پدیده، می‌توان دو جهت رشد مجزا را برای هر بلور یخ تعریف کرد. یک جهت بر اساس گرادیان دما تعیین می‌شود و دیگری از نظر بلورشناسی به‌عنوان جهت رشد ترجیحی تعریف می‌شود. این زوایا اغلب با یکدیگر در تضاد هستند و تعادل آن‌ها میزان انحراف بلور را توصیف می‌کند.
رشد در جهات غیر همپوشان همچنین کمک می‌کند تا توضیح داده شود چرا الگوهای درختی اغلب در ریخته‌گری‌های انجمادی مشاهده می‌شوند. این الگوها معمولاً فقط در سمت هر لامل مشاهده می‌شوند؛ جایی که گرادیان دمایی اعمال شده است. ساختار سرامیکی که باقی می‌ماند، تصویر منفی این دندریت‌ها را نشان می‌دهد. در سال ۲۰۱۳، دویل و همکارانش  مشاهده کردند که تناوب این دندریت‌ها (فاصله نوک به نوک) به نظر می‌رسد که به ضخامت کریستال اولیه مرتبط باشد.

### ناپایداری‌های مورفولوژیکی
در یک شرایط ایده‌آل، غلظت فضایی ذرات در ناحیه انجماد نیمه‌جامد (SSZ) در طول فرآیند انجماد ثابت باقی می‌ماند. اما در عمل، غلظت ذرات در حین فشرده‌سازی تغییر می‌کند و این فرآیند به شدت به سرعت انجماد حساس است. در نرخ‌های پایین انجماد، حرکت براونی رخ می‌دهد و این امکان را فراهم می‌کند که ذرات به راحتی از مرز جامد-مایع دور شوند و یک تعلیق همگن باقی بماند. در این حالت، تعلیق همیشه گرم‌تر از بخش منجمد شده است. اما در سرعت‌های بالای انجماد که به سرعت بحرانی (VC) نزدیک می‌شود، غلظت و شیب غلظت در مرز جامد-مایع افزایش می‌یابد زیرا ذرات نمی‌توانند به موقع توزیع مجدد شوند. هنگامی که این غلظت به حد کافی برسد، نقطه انجماد تعلیق به زیر گرادیان دمایی محلول می‌رسد و ناپایداری‌های مورفولوژیکی می‌تواند رخ دهد . در شرایطی که غلظت ذرات به لایه انتشار نفوذ کند، هم دمای واقعی و هم دمای انجماد به زیر دمای انجماد تعادلی می‌رسند و یک سیستم ناپایدار ایجاد می‌کنند . در اغلب موارد، این شرایط منجر به تشکیل آنچه به عنوان عدسی‌های یخی شناخته می‌شود، می‌گردد.
این ناپایداری‌های مورفولوژیکی می‌توانند ذرات را به دام بیندازند و مانع از توزیع کامل آن‌ها شوند. نتیجه این فرآیند، توزیع غیر یکنواخت مواد جامد در امتداد جهت انجماد و همچنین ایجاد ناپیوستگی‌هایی در دیواره‌های سرامیکی است که حفره‌هایی بزرگ‌تر از منافذ ذاتی در دیواره‌های سرامیک متخلخل ایجاد می‌کند 
.

## خواص مکانیکی
بیشتر پژوهش‌ها درباره خواص مکانیکی ساختارهای ریخته‌گری انجمادی بر مقاومت فشاری مواد و رفتار تسلیم آن‌ها در برابر افزایش تنش متمرکز است. به گفته اشبی، خواص مکانیکی ساختارهای ریخته‌گری انجمادی با تخلخل باز را می‌توان به‌طور تقریبی با یک جامد سلولی ناهمسان‌گرد مدل‌سازی کرد . این شامل مواد طبیعی مانند چوب‌پنبه و چوب می‌شود که دارای ساختارهای ناهمسان‌گرد و در نتیجه خواص مکانیکی وابسته به جهت هستند. دنیوس و همکارانش طبیعت ناهمسانگرد هواژل‌ها ریخته‌گری انجمادی را بررسی کرده و استحکام مکانیکی آن‌ها را با هواژل‌ها ریخته‌گری انجمادی همسان‌گرد مقایسه کردند. آن‌ها دریافتند که مدول یانگ ساختار ناهمسان‌گرد به‌طور قابل‌توجهی بیشتر از هواژل‌ها همسان‌گرد است، به‌ویژه زمانی که آزمایش‌ها در جهت موازی با جهت انجماد انجام شد. مدول یانگ در جهت موازی با انجماد چندین مرتبه بزرگ‌تر از جهت عمود بر انجماد است که خواص مکانیکی ناهمسان‌گرد را نشان می‌دهد .
رفتار مکانیکی ساختار ریخته‌گری انجمادی را می‌توان به نواحی مشخصی تقسیم کرد. در کرنش‌های پایین، لامل‌ها رفتار خطی کشسان نشان می‌دهند. در این مرحله، لامل‌ها تحت تنش فشاری خم می‌شوند و جابه‌جایی پیدا می‌کنند. به گفته اشبی ، این جابه‌جایی را می‌توان با استفاده از نظریه تیر محاسبه کرد، جایی که هر یک از بخش‌های سلولی به‌صورت مکعبی ایده‌آل‌سازی می‌شوند و دیواره‌های سلولی به‌عنوان اعضای تیرمانند با پایه مربعی در نظر گرفته می‌شوند. بر اساس این ایده‌آل‌سازی، میزان خمش {\displaystyle \delta } در دیواره‌های سلولی تحت نیروی فشاری {\displaystyle F} با رابطۀ {\displaystyle \delta ={\frac {C_{1}Fl^{3}}{12E_{s}I}}} داده می‌شود که در آن {\displaystyle l} طول هر سلول، {\displaystyle I} ممان دوم سطح، {\displaystyle E_{s}} مدول یانگ مادۀ دیواره سلولی، و {\displaystyle C_{1}} یک ثابت وابسته به هندسه است. علاوه بر این، مشخص شده است که مدول یانگ کل ساختار ({\displaystyle {\ce {E}}}) با مربع چگالی نسبی تناسب دارد: {\displaystyle {\frac {E}{E_{s}}}=C_{2}({\frac {\rho }{\rho _{s}}})^{2}}. این رابطه نشان می‌دهد که چگالی ماده یک عامل مهم در طراحی ساختارهایی است که می‌توانند بار را تحمل کنند و مدول یانگ ساختار به‌شدت تحت تأثیر تخلخل آن قرار دارد . پس از ناحیه خطی، لامل‌ها شروع به کمانش کشسان کرده و به‌صورت غیرخطی تغییر شکل می‌دهند. این بخش در نمودار تنش-کرنش به‌صورت یک سکوی تخت نشان داده می‌شود. بار بحرانی که در آن کمانش آغاز می‌شود با رابطۀ روبرو داده می‌شود: {\displaystyle F_{cr}={\frac {n^{2}\pi ^{2}E_{s}I}{l^{2}}}} که در آن {\displaystyle n^{2}} یک ثابت وابسته به شرایط مرزی ساختار است. این یکی از اصلی‌ترین مکانیزم‌های شکست در مواد ریخته‌گری انجمادی است . از این رابطه، حداکثر تنش فشاری که یک جامد متخلخل ناهمسان‌گرد می‌تواند تحمل کند با رابطه روبرو داده می‌شود: {\displaystyle \sigma ^{*}=\sigma _{s}{\frac {\rho }{\rho _{s}}}} که در آن {\displaystyle \sigma _{s}} تنش شکست ماده توده‌ای است . این مدل‌ها نشان می‌دهند که انتخاب ماده اولیه می‌تواند به‌شدت بر واکنش مکانیکی ساختارهای ریخته‌گری انجمادی تحت تنش تأثیر بگذارد. سایر ویژگی‌های ریزساختاری مانند ضخامت لامل‌ها، مورفولوژی منافذ و میزان تخلخل ماکرو نیز می‌توانند به‌طور قابل توجهی مقاومت فشاری و مدول یانگ این ساختارهای به‌شدت ناهمسان‌گرد را تحت تأثیر قرار دهند .

## تکنیک‌های جدید ریخته‌گری انجمادی

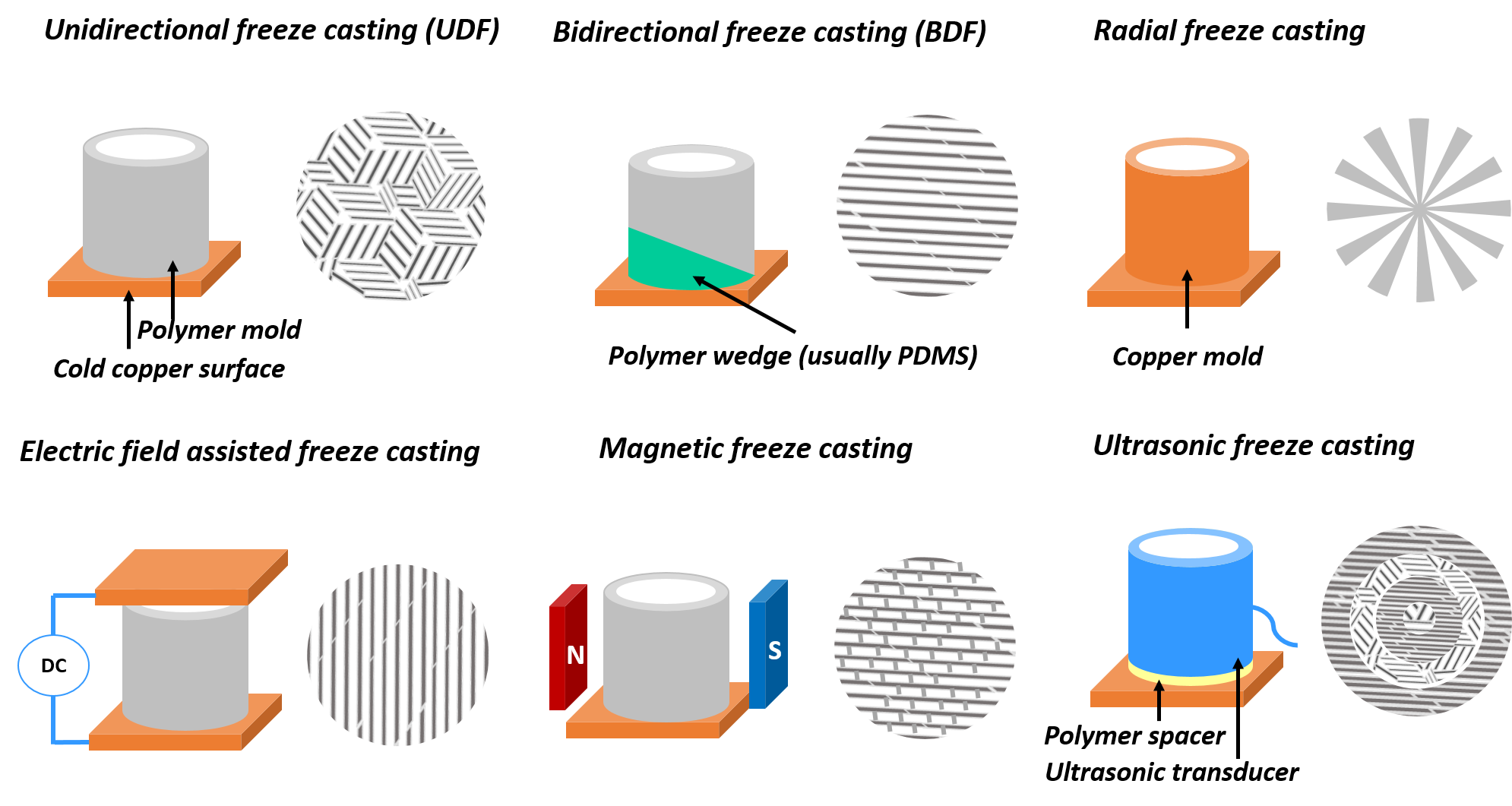
روش‌های ریخته‌گری انجمادی و ساختار‌های لاملری که تولید می‌کنند.

ریخته‌گری انجمادی می‌تواند برای تولید ساختارهای متخلخل هم‌راستا از بلوک‌های ساختمانی متنوعی از جمله سرامیک‌ها، پلیمرها، بیوماکرومولکول‌ها ، گرافن و نانولوله‌های کربنی به‌کار گرفته شود. تا زمانی که ذراتی وجود داشته باشند که بتوانند توسط جبهه انجماد در حال پیشرفت دفع شوند، ایجاد یک ساختار قالبی امکان‌پذیر است. با کنترل گرادیان‌های سرمایش و توزیع ذرات در طول فرآیند ریخته‌گری انجمادی و با استفاده از روش‌های فیزیکی مختلف، می‌توان جهت‌گیری لامل‌ها را در ساختارهای حاصل از ریخته‌گری انجمادی کنترل کرد تا عملکرد بهتری در مواد کاربردی متنوع به‌دست آید .
مانچ و همکارانش  نشان دادند که امکان کنترل آرایش و جهت‌گیری بلورهای بلندبرد در راستای عمود بر جهت رشد، با قالب‌بندی سطح جوانه‌زنی وجود دارد. این تکنیک با فراهم کردن سایت‌های جوانه‌زنی با انرژی پایین‌تر عمل می‌کند تا رشد و آرایش اولیه بلورها را کنترل کند. همچنین، جهت‌گیری بلورهای یخ می‌تواند با اعمال میدان‌های الکترومغناطیسی تغییر کند؛ همان‌طور که در سال ۲۰۱۰ توسط تانگ و همکارانش ، در سال ۲۰۱۲ توسط پورتر و همکارانش  و در سال ۲۰۲۱ توسط یین و همکارانش  نشان داده شد.
با استفاده از تنظیمات خاص، پژوهشگران توانسته‌اند ریخته‌گری‌های انجمادی با جهت‌گیری شعاعی ایجاد کنند  که برای کاربردهای زیست‌پزشکی  و کاربردهای فیلتراسیون یا جداسازی گاز  طراحی شده‌اند. الهام گرفته از طبیعت، دانشمندان همچنین توانسته‌اند از مواد شیمیایی هماهنگ‌کننده و فرآیندهای انجماد برای ایجاد معماری‌های میکروساختاری بسیار متمایز استفاده کنند .

## مواد ریخته‌گری انجمادی
ذراتی که در فرآیندهای ریخته‌گری انجمادی به مواد متخلخل هم‌راستا تبدیل می‌شوند، اغلب به‌عنوان بلوک‌های سازنده شناخته می‌شوند. با گسترش استفاده از ریخته‌گری انجمادی به‌عنوان یک تکنیک فراگیر، دامنۀ مواد مورد استفاده نیز افزایش یافته است. در سال‌های اخیر، از گرافن  و نانولوله‌های کربنی  برای ساخت ساختارهای متخلخل کنترل‌شده با استفاده از روش‌های ریخته‌گری انجمادی استفاده شده است. این مواد اغلب خواص بی‌نظیری از خود نشان می‌دهند. برخلاف مواد هواژلی که بدون استفاده از قالب‌سازی یخی تولید می‌شوند، ساختارهای ریخته‌گری انجمادی نانومواد کربنی این مزیت را دارند که دارای منافذ هم‌راستا هستند. این ویژگی به‌عنوان مثال، امکان ترکیب منحصربه‌فردی از چگالی کم و رسانایی بالا را فراهم می‌کند.

## کاربرد مواد ریخته‌گری انجمادی
ریخته‌گری انجمادی به دلیل توانایی منحصربه‌فرد خود در تولید ساختارهای متخلخل هم‌راستا شناخته می‌شود. چنین ساختارهایی اغلب در طبیعت یافت می‌شوند و به همین دلیل، ریخته‌گری انجمادی به‌عنوان ابزاری ارزشمند برای ساخت ساختارهای الهام‌گرفته از زیست شناسی مطرح شده است. انتقال سیالات از طریق منافذ هم‌راستا باعث شده تا از ریخته‌گری انجمادی به‌عنوان روشی برای کاربردهای زیست‌پزشکی، از جمله مواد داربست استخوانی استفاده شود .
جهت‌گیری منافذ در ساختارهای ریخته‌گری انجمادی همچنین مقاومت حرارتی فوق‌العاده بالایی را در راستای عمود بر منافذ هم‌راستا ایجاد می‌کند. ریخته‌گری انجمادی الیاف متخلخل هم‌راستا از طریق فرآیندهای ریسندگی، روشی امیدوارکننده برای تولید لباس‌های عایق با عملکرد بالا ارائه می‌دهد.